# مکتب‌های ادبی (کتاب)
مکتب‌های ادبی کتابی است از رضا سیّد حسینی که نخستین ویرایشش سالِ ۱۳۳۴ منتشر شد.